# Chiúre
Chiúre es una villa y también uno de los dieciséis distritos que forman la provincia de Cabo Delgado en la zona septentrional de Mozambique, región fronteriza con Tanzania , a orillas del lago Niassa y región costera en el Océano Índico.

## Características
Limita al norte con el distrito de Ancuabe, al noroeste con el de Montepuez, al oeste com Namunoal, al sur con los de Eráti y Memba de la provincia de Nampula, y al noreste con Mecúfi.
Tiene una superficie de 4.210 km² y según datos oficiales de 1997 una población de 185.618 habitantes, lo cual arroja una densidad de 44,1 habitantes/km².

## División administrativa
Este distrito, formado por doce localidades, se divide en seis puestos administrativos (posto administrativo), con la siguiente población censada en 2005:
- Chiúre, sede, 68 425 (Jonga y Milamba).
- Chiúre Velho, 39 384 (Micolene y Mugipala).
- Katapua, 14 903 (Meculane).
- Mzeze, 21 768 (Juravo y Murocue).
- Mamogelia, 21 739 (Bilibiza).
- Ocua, 42 616 (Marere y Samora Machel).